# بالکنی ژولیت

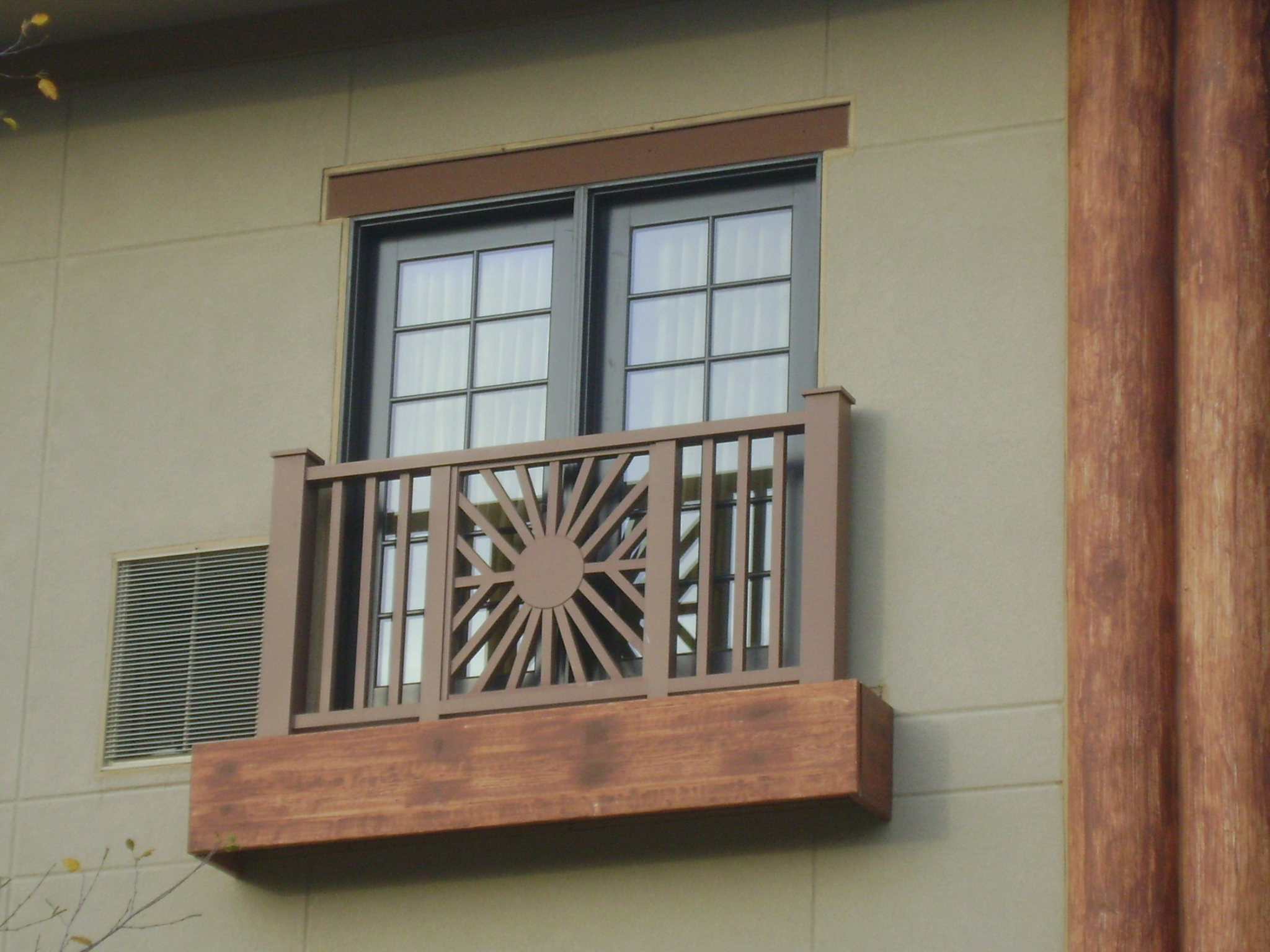
بالکنی بیرونی

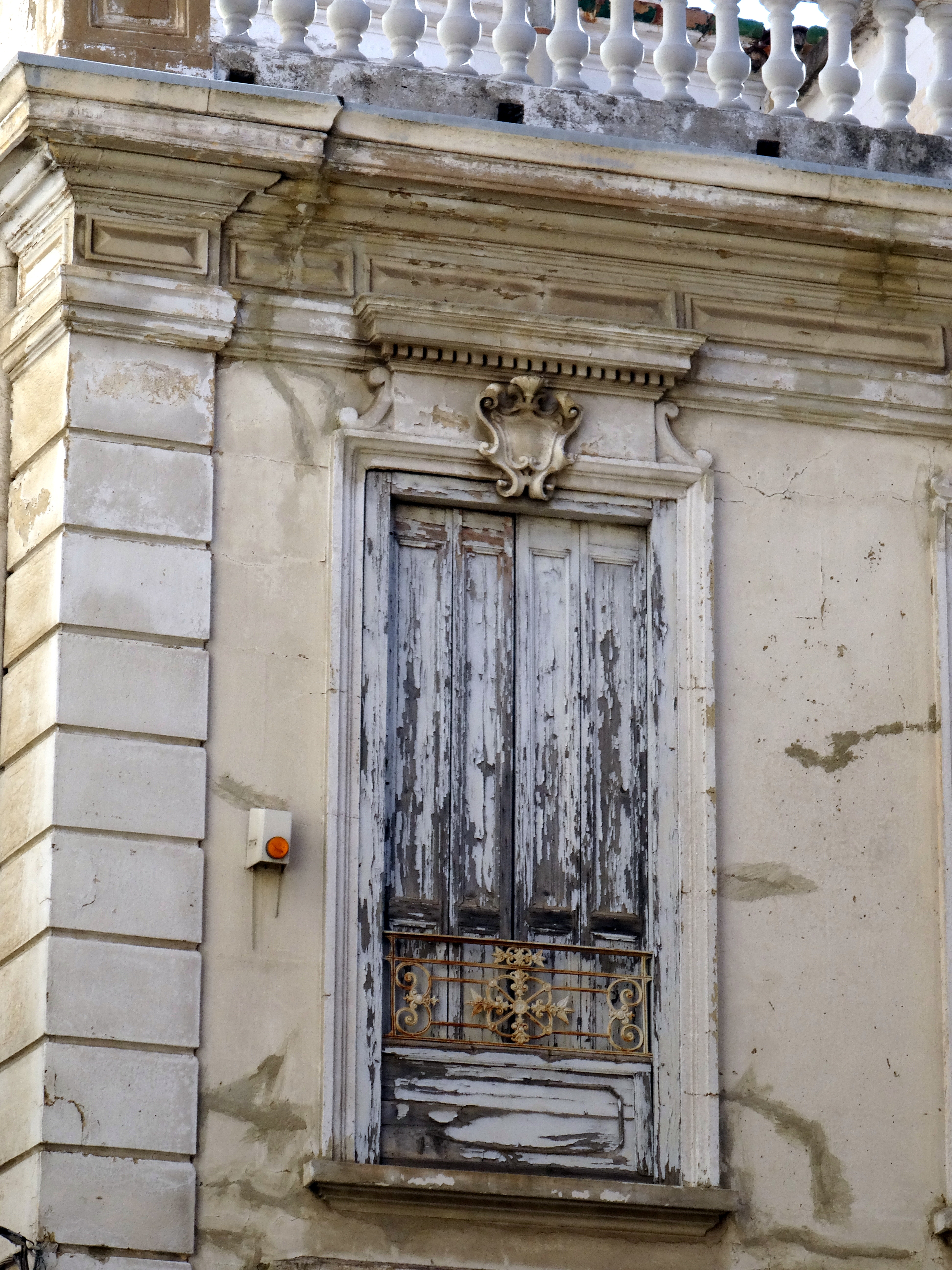
نمونه‌ای از بالکنی ژولیت که به صورت درب در نما دیده می‌شود

بالکنی جولیت (انگلیسی: Juliet balcony) یا بالکنت عبارت است یک بالکن غیرواقعی است یا نرده‌هایی در نمای بیرونی پنجره باز شونده تا کف، که جلوگیری از بازشدن پنجره می‌کنند به نحوی که ظاهر یک بالکن را تداعی کند این نوع بالکنی در فرانسه، پرتغال، اسپانیا و ایتالیا پرکاربرد است. به دلیل تداعی کردن صحنه‌ای از نمایشنامه رومئو و ژولیت نوشته شکسپیر، این بالکنی‌ها با این نام یاد می‌شوند.